# Dominique Gillot
 (décembre 2021).
Si vous disposez d'ouvrages ou d'articles de référence ou si vous connaissez des sites web de qualité traitant du thème abordé ici, merci de compléter l'article en donnant les références utiles à sa vérifiabilité et en les liant à la section « Notes et références ».
 (décembre 2022).
Il peut être nécessaire de l'améliorer pour respecter le principe de neutralité de point de vue. Veuillez consulter la page de discussion pour plus de détails.

Pour les articles homonymes, voir Gillot.
Dominique Gillot est une femme politique française, membre du Parti socialiste, née le 11 juillet 1949 à Conflans-Sainte-Honorine.

## Biographie

### Vie personnelle et carrière professionnelle
Elle naît le 11 juillet 1949 à Conflans-Sainte-Honorine. Institutrice, elle est diplômée de l'École normale de Saint-Germain-en-Laye.
Elle a exercé dans l'enseignement primaire de 1971 à 1997. Elle assume son activité politique et militante en parallèle de son activité d'enseignante en primaire, métier qu'elle quittera lors de son élection en tant que députée en 1997. Elle exerce des responsabilités d'élue locale et nationale à partir de 1977 jusqu'en 2017.
Elle est restée maîtresse d'école en CP pendant toute sa carrière. Attachée à la recherche sur l'apprentissage du langage et de la lecture, elle a aussi été maître formateur temporaire et a accueilli dans sa classe de nombreux stagiaires.

### Carrière politique
Élue députée du Val-d'Oise le 1er juin 1997, elle entre au gouvernement Jospin comme secrétaire d'État à la santé le 28 juillet 1999.
Elle est ensuite nommée secrétaire d'État aux personnes âgées et aux personnes handicapées le 7 février 2001.
En mars 2001, elle conserve son mandat de conseillère générale du Val-d'Oise, élue du canton de Cergy-Sud. Cette même année, elle devient maire d'Éragny en battant la maire sortante, Muriel De Coster, avec 50,03 % (soit 3 voix d'avance). Lors de l'élection partielle de 2002 elle est facilement réélue maire avec 53,36 % des voix (avec plus de 400 voix d'avance cette fois).
En juin 2002, elle se représente comme député, mais est battue par Axel Poniatowski, maire de L'Isle-Adam. En 2007, les militants socialistes lui préfèrent le maire de Cergy, Dominique Lefebvre, comme candidat aux élections législatives (lui aussi battu par Axel Poniatowski).
Elle est vice-présidente de la Communauté d'agglomération de Cergy-Pontoise. Elle est réinvestie par le PS pour les élections municipales et cantonales des 9 et 16 mars 2008. Elle remporte les élections municipales d'Éragny dès le 9 mars où les habitants la confortent dans son rôle de maire avec plus de 1 000 voix d'avance sur son adversaire Muriel De Coster. Dominique Gillot ressort victorieuse de ce scrutin avec 55,97 % des voix contre 39,44 % sur la candidate de droite. Pareillement, le 16 mars, une semaine après son élection à la tête de la municipalité, elle est réélue conseillère générale du Val-d'Oise pour le canton de Cergy-Sud avec 60,3 % des voix.
Le 25 septembre 2011, Dominique Gillot est élue sénatrice du Val-d'Oise aux côtés notamment d'Alain Richard et Robert Hue.
Au cours d'une campagne interne, les socialistes d'Éragny la qualifient à une très grande majorité pour être la future tête de liste aux élections municipales de mars 2014[réf. nécessaire]. Elle est battue lors des municipales par le candidat UMP Thibault Humbert. Elle ne recueille que 39,27 % des voix au second tour. À la suite de cette défaite, elle décide de ne plus siéger au conseil municipal.
Après la victoire de Benoît Hamon à la primaire citoyenne de 2017, elle est nommée responsable thématique « Handicap » de sa campagne présidentielle,.

#### Engagement au sein du Parti socialiste
Longtemps militante au sein du Parti socialiste, depuis 1974, dans le sillage de Michel Rocard, elle a pris ses distances en 2017 après un différend personnel avec la direction du Val d'Oise. Elle reste cependant animée par les valeurs qui l'identifient toujours à la Gauche.

### Synthèse des mandats et fonctions
- Au Conseil général du Val-d'Oise
  - Conseillère générale élue dans le Canton de Saint-Ouen-l'Aumône puis dans le Canton de Cergy-Sud (élue en 1979, réélue en 1985, 1987, 1988, 1994, 2001 et 2008, démissionne en octobre 2011)
  - 1re vice-présidente chargée de la culture
- Maire d'Éragny (2001 - 2014)
- 1re vice-présidente de la communauté d'agglomération chargée des finances
- 1er octobre 2011 - 1er octobre 2017 : sénatrice du Val-d'Oise

## Décorations
Officier de la Légion d'honneur.
Elle est faite chevalier le 31 décembre 2015, elle reçoit sa médaille de la part d'Alain Richard.
Elle est promue officier le 13 juillet 2019, elle reçoit sa médaille du président de la République Emmanuel Macron en juillet 2021 à l'Élysée.